# Mama (film)
Mama is een Spaans-Canadese horrorfilm uit 2013 waarmee Andrés Muschietti zijn regiedebuut maakte. Samen met zijn zus Barbara Muschietti en Neil Cross schreef hij ook het verhaal en scenario, wat ze alle drie ook voor het eerst voor een avondvullende bioscoopfilm deden. Mama won meer dan tien filmprijzen, waaronder die voor beste film, beste regisseur en beste actrice (Jessica Chastain) op Fantasporto 2013 en een Golden Trailer Award voor beste horror.
Mama ging op 17 januari 2013 in wereldpremière, waarna de film op 7 maart uitkwam in Nederland en op 8 mei in België.

## Verhaal
De depressieve Jeffrey Desange vermoordt zijn zakenpartner en zijn vrouw, waarna hij zijn dochtertjes Victoria (3) en Lilly (1) in de auto zet en wegscheurt. Omdat het sneeuwt is de weg glad, glijdt de auto weg en crashen ze in de bosjes. Jeffrey stapt daarop uit en neemt de meisjes mee naar een huisje in het het woud. Daar neemt hij Victoria's bril af, zodat ze zich niet bewust is van wat er gebeurt. Vervolgens richt hij een revolver naar haar hoofd. Jeffrey wil zijn dochters doodschieten en daarna zelfmoord plegen. Nog voor hij op Victoria kan vuren, grijpt 'iets' Jeffrey echter vanachter vast en wordt zijn nek gebroken.
Vijf jaar na de fatale gebeurtenissen vindt een reddingsteam Victoria en Lily verwilderd, maar gezond terug in het huisje in het woud. Eenmaal opgenomen in een psychiatrisch ziekenhuis, blijken ze amper (nog) in staat tot communicatie. Wel gebruiken ze regelmatig het woord 'Mama'. Ook blijken ze open te staan voor toenaderingspogingen van Lucas, de tweelingbroer van hun omgekomen vader. Arts Gerald Dreyfuss staat daarom toe dat Lucas en zijn vriendin Annabel zorg voor de meisjes gaan dragen in een woning die eigendom is van de kliniek.
In hun huis merken Lucas en Annabel dat steeds wanneer de meisjes alleen in hun kamer zijn, ze praten alsof er een derde persoon bij hen is. Ze treffen buiten Victoria en Lilly alleen nooit iemand aan. Wanneer hij een verschijning onderzoekt, belandt Lucas niettemin in een coma in het ziekenhuis. Victoria vertelt Annabel dat zij ook op moet passen omdat 'Mama' erg jaloers is. Dokter Dreyfuss bedenkt de theorie dat 'Mama' een alternatieve persoonlijkheid van Victoria is, waarschijnlijk ontwikkeld tijdens de vijf jaar als oudste zusje in de boshut. Wat Victoria hem over 'Mama' vertelt, blijkt niettemin ook tot in detail overeen te komen met de geschiedenis van Edith Brennan, een psychiatrisch patiënte uit de negentiende eeuw die werd gescheiden van haar kind.

## Rolverdeling
| Acteur                | Personage                   |
| --------------------- | --------------------------- |
| Jessica Chastain      | Annabel                     |
| Nikolaj Coster-Waldau | Lucas/Jeffrey               |
| Megan Charpentier     | Victoria                    |
| Isabelle Nélisse      | Lilly                       |
| Daniel Kash           | Dr. Dreyfuss                |
| Javier Botet          | Mama                        |
| Jane Moffat           | Jean Podolski/Stem van Mama |

## Productie
De opnames voor Mama begonnen op 3 oktober 2011 en eindigden op 18 december 2011. Grote delen van de film werden gefilmd in Québec. Mama stond eigenlijk gepland om vanaf oktober 2012 in de Amerikaanse zalen te draaien, maar dit werd uitgesteld tot 18 januari 2013.